# Gogotte
La gogotte est une concrétion gréseuse de sables siliceux très purs, souvent appréciée pour sa forme, provenant en particulier du sable de la forêt de Fontainebleau.

## Historique de la description et appellations
En Lorraine, au XIXe siècle, le mot gogotte était employé pour désigner des personnes prénommées Marguerite, dont le diminutif est Margot.
Dans le patois vosgien, Gôgotte (gô-gôt’) signifiait une oie dans le langage enfantin et Gogothe (gô-gôt’), le diminutif du prénom Agathe. 
En patois champenois, on appelle gogottes les groseilles à maquereau. 
Enfin, dans Les vacances de Zéphir, publié par Jean de Brunhoff en 1936, il est question de Gogottes qui se cachent derrière de gros cailloux. 
Autrefois appelées poupées de grès, elles sont  dénommées gogottes depuis les années 1970.  Les scientifiques parlent de grès siliceux, de lentilles silicifiées ou de concrétions multilobées. 

## Formation
Les concrétions proviennent d’une roche sédimentaire, constituée de dépôts marins il y a environ 35 millions d'années, pendant l’oligocène. La mer puis la pluie et l’eau des nappes phréatiques ont déposé la silice qui a eu pour effet de cimenter les grains de sable et de former ainsi ces concrétions particulières.

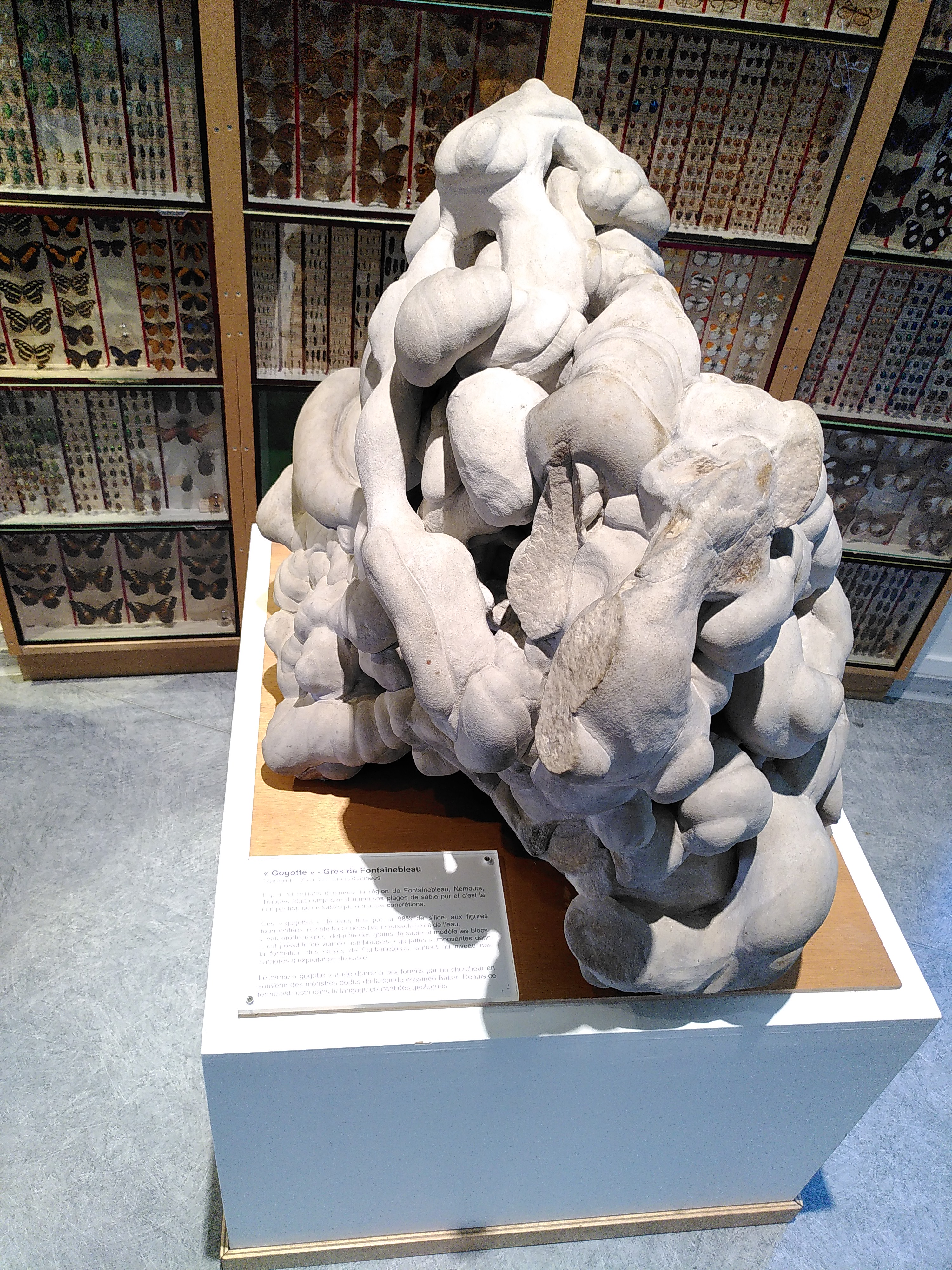
Gogotte de Fontainebleau au Muséum d’Histoire naturelle de Bourges

Les zones concentriques indiquent des étapes successives de silicification.

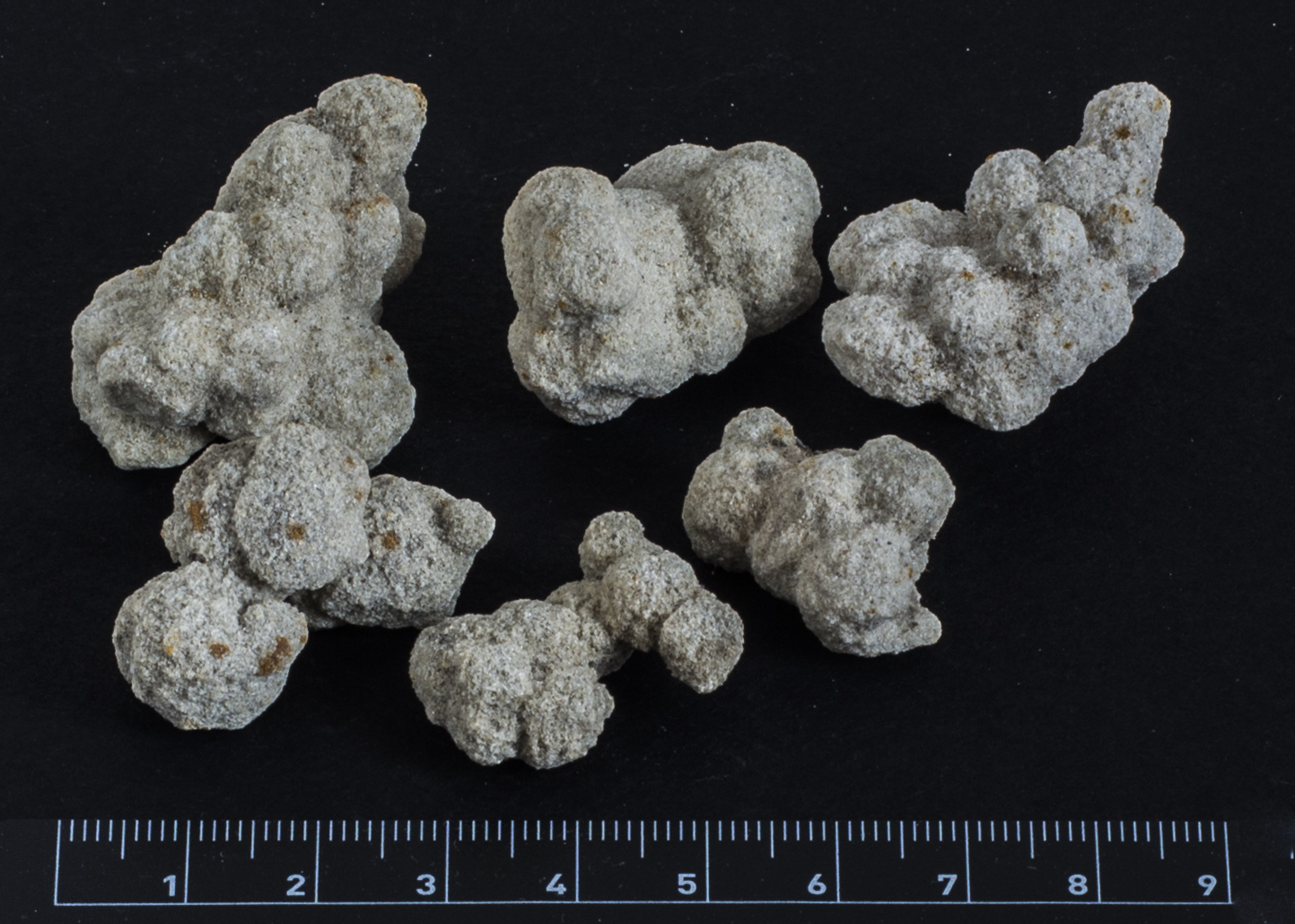
Gogottes de Fontainebleau

## Datation
Des échantillons de calcite contenues dans les gogottes  ont permis de les dater selon trois grandes périodes de formation :
-7 000 ans à -15 000 ans, soit la fin de la dernière période glaciaire ; 
-30 000 ans à -50 000 ans, glaciation de Würm ;
-300 000 ans, début de la glaciation de Riss.

## Caractéristiques physico-chimiques
Epi Vaccaro, le responsable du laboratoire de pétrologie du Musée d'Histoire Naturelle de Londres a analysé une gogotte offerte au musée par Daniel  Eskenazi, collectionneur et marchand d’objets d'art asiatique en 2017. D'une part, la diffractométrie de rayons X (DRX) montre que la poudre de la concrétion est presque exclusivement composée de quartz. D'autre part la microscopie électronique à balayage (MEB) a confirmé que cet échantillon est composé principalement de cristaux de quartz. L'analyse révèle également de petits grains de calcaire composés de calcium et de magnésium. Cette étude montre que cette roche est légèrement poreuse.

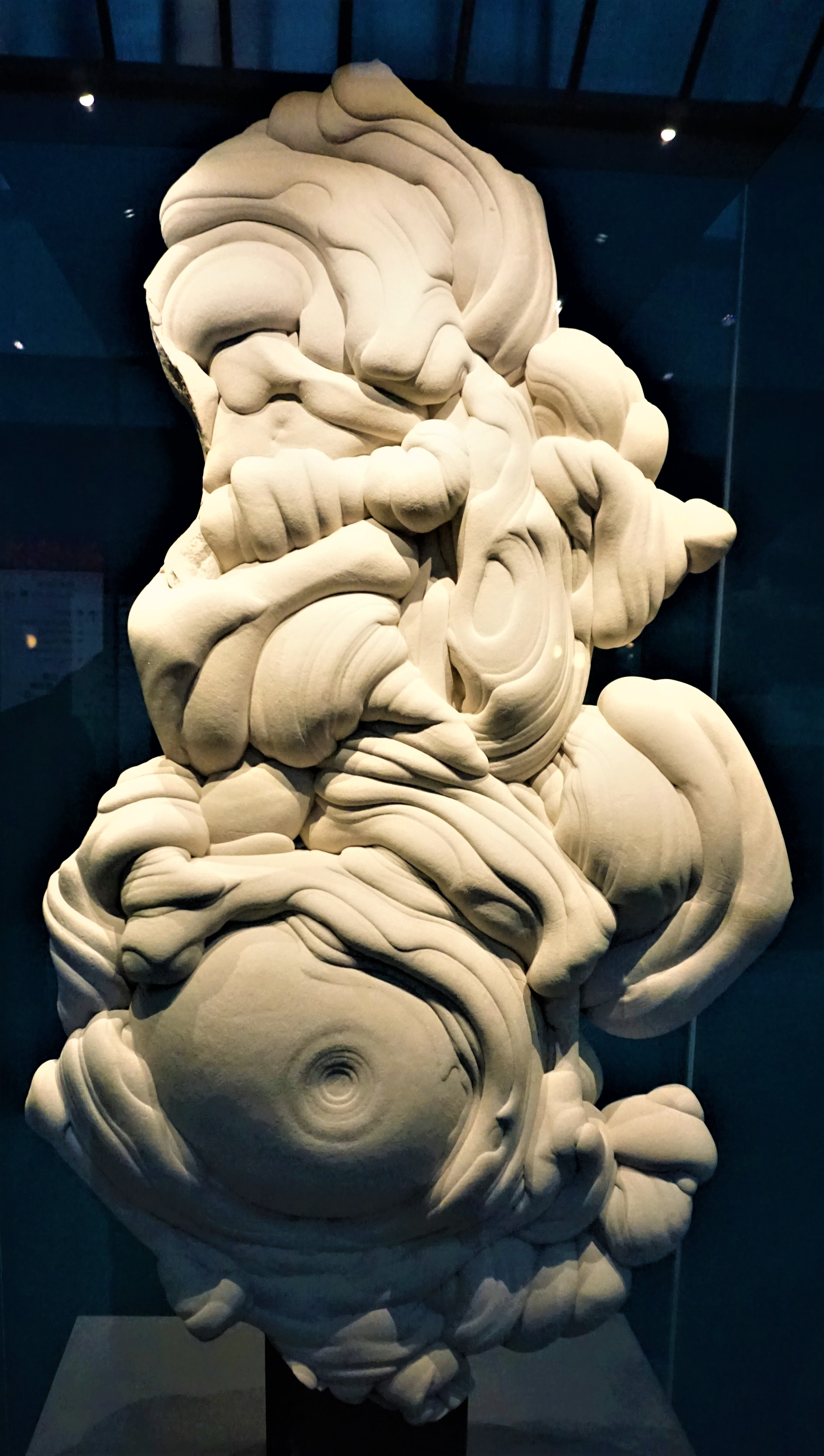
Gogotte au Natural History Museum, Londres

On peut observer à la surface des taches rouges ou brunes dues à l’oxyde de fer.

## Gisements

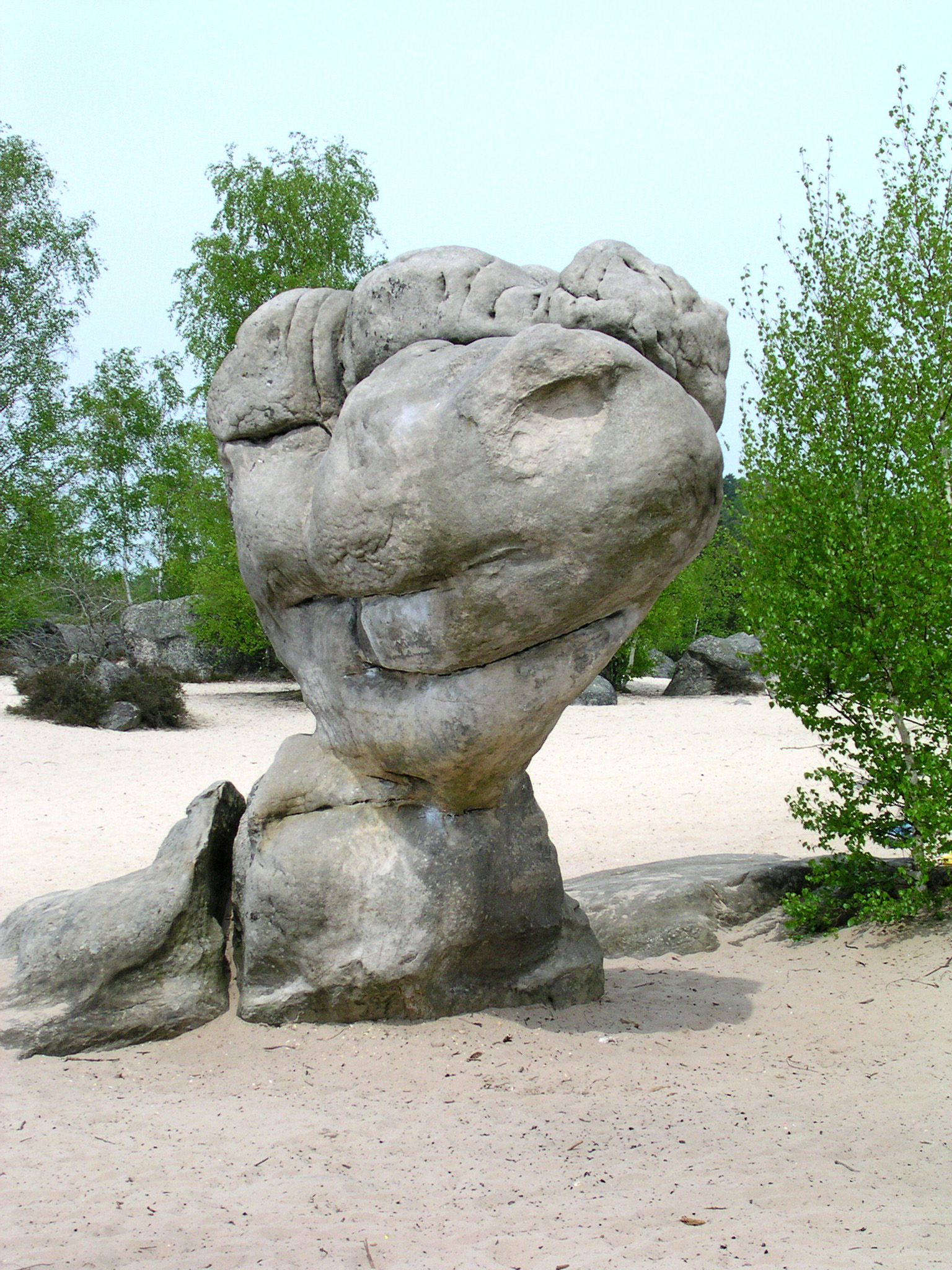
Le Bilboquet dans les Sables du Cul de Chien près de Noisy-sur-École (forêt domaniale des Trois Pignons)

Les gogottes proviennent en particulier du massif de la forêt de Fontainebleau dont le sable blanc et fin est d’une grande pureté. Quant aux rochers de cette forêt, fréquentés par les varappeurs, on peut dire que ce sont de grosses gogottes, selon Patrick De Wewer, géologue au Musée national d’histoire naturelle.

## Utilisation
Le roi Louis XIV a fait décorer quelques-unes des fontaines du parc du château de Versailles de  gogottes provenant de la forêt de Fontainebleau. 

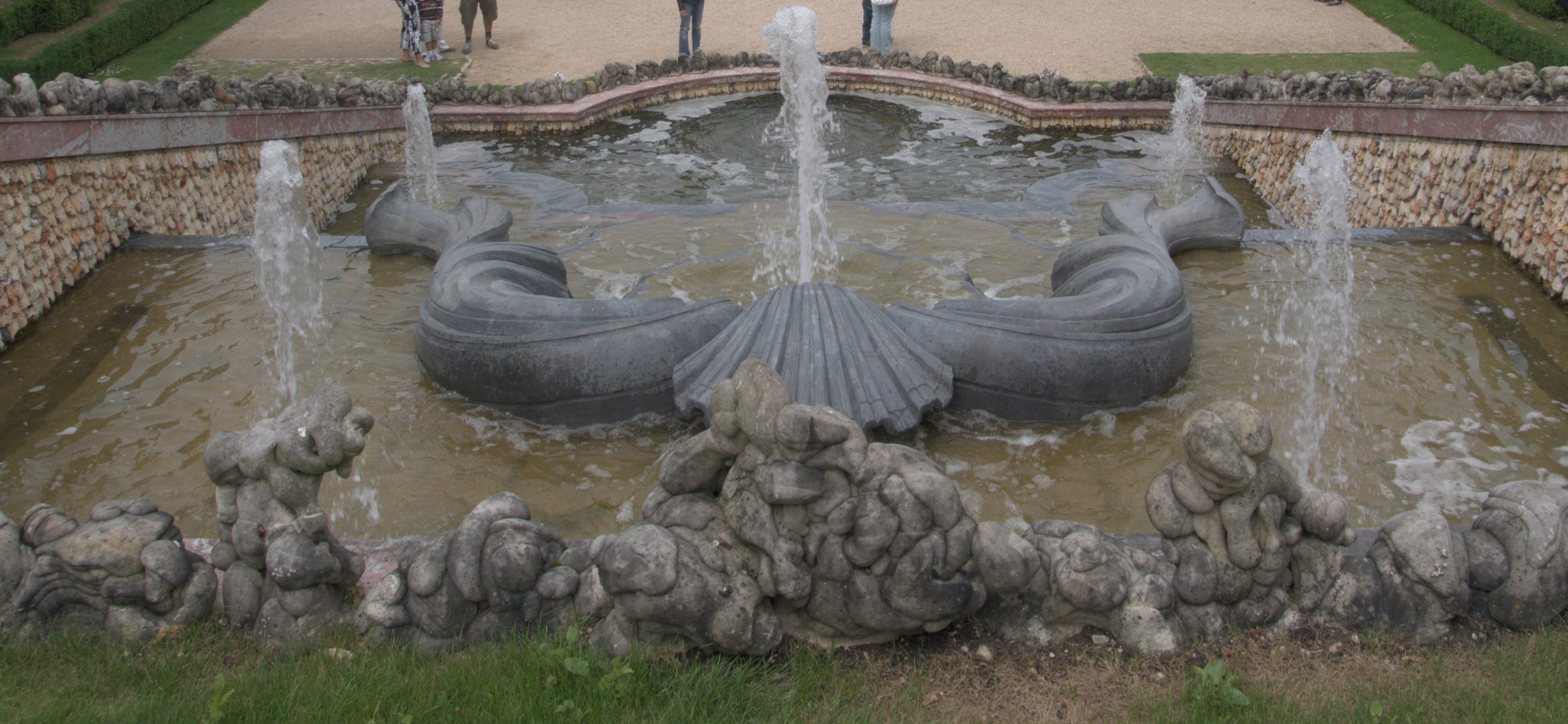
Gogottes entourant un bassin du Bosquet des Trois Fontaines du Parc du château de Versailles

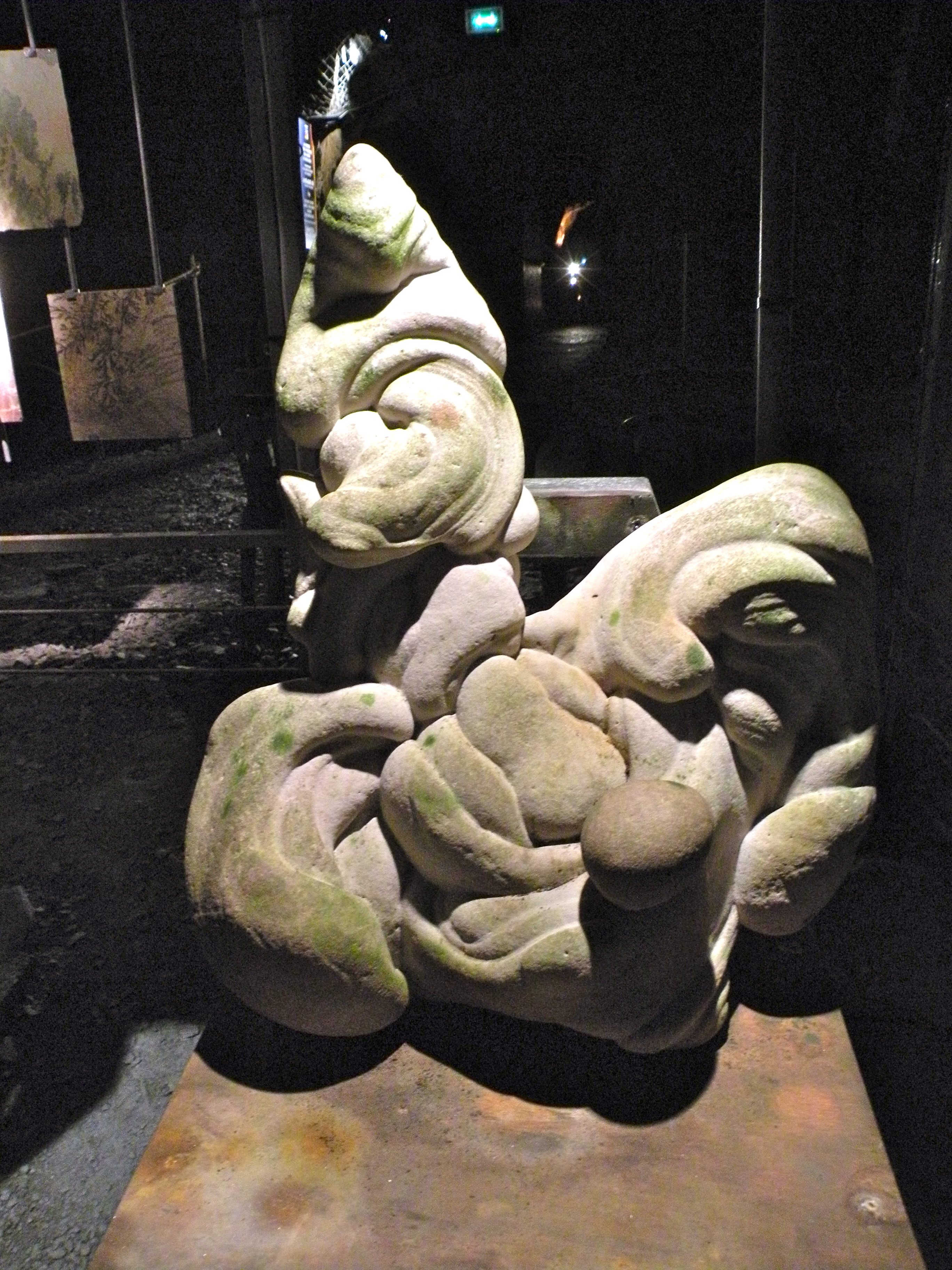
Gogotte au Souterroscope des Ardoisières

## Curiosités naturelles
Ces curiosités géologiques ont leur place dans les musées d’histoire naturelle, toutefois, si les collectionneurs apprécient leurs formes esthétiques, le commerce des curiosités géologiques augmente de façon exponentielle depuis le début du XXIe siècle. 